# Vireó botxí de collar
El vireó botxí de collar (Vireolanius melitophrys) és un ocell de la família dels vireònids (Vireonidae).

## Hàbitat i distribució
Habita boscos de roures i vegetació secundària des de les terres altes del sud de Mèxic, cap al sud fins l'oest de Guatemala.